# Alex Roshuk
Alex Roshuk, né le 14 juillet 1956 à New York et mort en novembre 2014, est un avocat américain professant à Brooklyn. 

## Biographie
Exerçant le droit à New York depuis 1998, Alex Roshuk a été le premier conseiller juridique de la Wikimedia Foundation de 2003 à 2005. Alex Roshuk travaille aussi dans l'industrie du divertissement en tant que réalisateur, monteur et occupe de nombreux postes à responsabilité. 
Il a réalisé plusieurs documentaires éducatifs pour la télévision italienne, ainsi qu'un court-métrage intitulé The Wizard of Malta en 1981. Il fait aussi partie des fondateurs du Standby Program (en), une organisation à but non lucratif de postproduction.